# フランク・ジャービス
フランク・ジャービス (Frank Washington Jarvis、1878年8月31日 - 1933年6月2日)は、アメリカ合衆国の陸上競技選手。1900年パリオリンピックの金メダリストである。

## 経歴
アメリカのAAU大会の100ヤードを制したことのあるジャービスは、パリオリンピックの100mでも優勝候補の一人に上げられていた。しかし、一番の優勝候補はオリンピック直前に英国選手権を制したアーサー・ダフィー(アメリカ)であった。
さて、パリ大会の予選のレースで、ジャービスともう一人のアメリカ人のジョン・テュークスベリーが10秒8の世界タイ記録をたたき出す。ダフィーとオーストラリアのスタンリー・ローリーの合わせて4人が決勝に進出した。そして決勝レース、中盤までリードしていたダフィーが筋肉を痛めて倒れ途中棄権という事態になり、残りの3人でメダルを分け合うこととなった。その中でジャービスが11秒0のタイムで金メダルを獲得した。
ジャービスはこの大会では、三段跳と立ち三段跳びにも出場しているがよい結果を残すことはできなかった。
後に、ジャービスは弁護士となった。